# بوريليا فالايسيانا
بوريليا فالايسيانا (بالإنجليزية: Borrelia valaisiana)‏ هي نوع من البكتيريا، سلبية الغرام، تتبع البوريليا. هي مُسبب مرضي مُحتمل.